# Killamarsh
Killamarsh – miasto w Anglii, w hrabstwie Derbyshire, w dystrykcie North East Derbyshire. Leży na wschodnim brzegu rzeki Rother, 46 km na północ od miasta Derby i 217 km na północ od Londynu. Miasto liczy 9627 mieszkańców.